# Poelieren

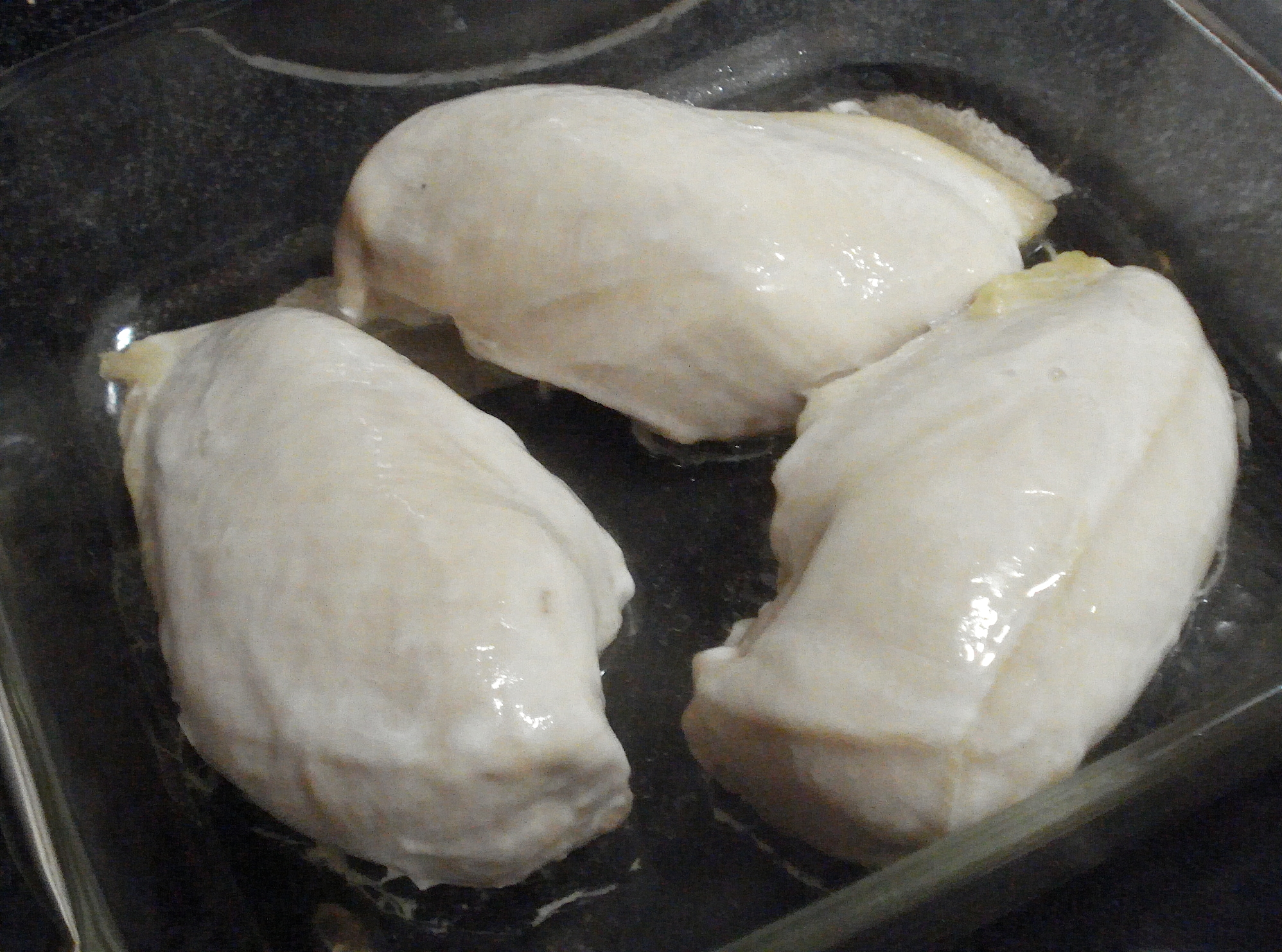
Poelieren von Hühnerbrüsten – hier in einer Backofenform bei abgenommenem Deckel, nach einem Teil der Garzeit

Poelieren im deutschen „hellbraun dünsten“ genannt (aus dem französischen poêle für „Bratpfanne“) gehört zur Kategorie der kombinierten Garmethoden. Das Gargut wird zunächst auf Gemüse gesetzt und mit Fett (ausgelassene Butter, eigenes Fett) übergossen. Dann im Ofen mit geschlossenem Deckel bei etwa 140–165 °C langsam gargezogen. Dabei wird das Gargut immer wieder mit dem eigenen Sud übergossen. Das Fleisch hat keinen stetigen Kontakt zum Fett. Kurz vor Ende der Garzeit wird das Gemüse und der entstandene Sud zum Vorbereiten einer Soße entnommen. Zum Abschluss wird der Deckel geöffnet, damit das Gargut bei einer Temperatur von 180 °C blonde Farbe annimmt. Schnüre und Hilfsmittel können vor dem abschließenden Bräunen entfernt werden. Geeignet für zum Beispiel Kalbsfilet oder Galantinen.
Eine Geschmacksverbesserung kann man erreichen, wenn das Gargut beim Ansatz mit hellen Wurzelgemüsen aromatisiert wird. Diese können anschließend zusammen mit dem Bratensatz für die dazugehörende Sauce verwendet werden.
Angewendet wird diese Form des Garens fast ausschließlich bei hellem Hausgeflügel und zarten Fleischstücken wie Filets, Koteletts oder Entrecôte.